# Camellia tsaii
Camellia tsaii är en tvåhjärtbladig växtart som beskrevs av Hu Hsien-Hsu. Camellia tsaii ingår i släktet Camellia och familjen Theaceae. Inga underarter finns listade i Catalogue of Life.